# Кеврольское сельское поселение
Кевро́льское се́льское поселе́ние или муниципальное образование «Кевро́льское» — — муниципальное образование со статусом сельского поселения в Пинежском муниципальном районе Архангельской области России.
Соответствует административно-территориальной единице в Пинежском районе — Кеврольскому сельсовету.
Административный центр — деревня Кеврола.

## География
Муниципальное образование «Кеврольское» находится в центральной части Пинежского муниципального района. Крупнейшие реки поселения: Пинега, Немнюга.

## История
Муниципальное образование было образовано в 2006 году.

## Население
| 2010 | 2011 | 2012 | 2013 | 2014 | 2015 | 2016 | 2017 | 2018 |
| ---- | ---- | ---- | ---- | ---- | ---- | ---- | ---- | ---- |
| 590  | ↘588 | ↘556 | ↘524 | ↘491 | ↘462 | ↘431 | ↘428 | ↘404 |
| 2019 | 2020 | 2021 | 2023 |      |      |      |      |      |
| ↘377 | ↘356 | ↗442 | ↘415 |      |      |      |      |      |

## Состав сельского поселения
В состав сельского поселения входят:
- Едома
- Кеврола
- Киглохта
- Немнюга